# Jolanta Bobińska
Jolanta Teresa Bobińska (ur. 22 stycznia 1956) – prezeska i założycielka fundacji „Dom w Łodzi”.

## Życiorys
W 2006 w Łodzi w domu przy ul. Wierzbowej założyła Fundację „Dom w Łodzi”, zajmującą się prowadzeniem pierwszego w Polsce domu dziecka dla dzieci niepełnosprawnych, w którym mieszkają dzieci wcześniej żyjące na oddziałach szpitalnych, hospicjach i w domach pomocy. Od chwili jej powstania jest prezesem fundacji.

## Nagrody
- Pracownik pomocy społecznej województwa łódzkiego (2015)[7]
- Nagroda im. Aliny Margolis-Edelman przyznawana przez Fundację Dajemy Dzieciom Siłę oraz Zeszyty Literackie (2016)[8]
- Tytuł Łodzianina Roku (2018)[9][6]
- II miejsce w I edycji Nagrody „Okulary ks. Kaczkowskiego. Nie widzę przeszkód” (2019)[10],
- Nagroda Miasta Łodzi (2023)[11],
- Medal 600-lecia Łodzi (2023)[12].